# UL (сертификационна организация)
UL LLC, по-рано Underwriters Laboratories Inc., е американска компания по стандартизация и сертификация в областта на техника на безопасността.

## История
Компанията е основана през 1894 г. от Уилям Хенри Мерил. Постът му на президент на Националната противопожарна асоциация на САЩ му дава възможност да предложи редица документи по унификация на оборудването и противопожарните изисквания (например за пожарогасителите, вратите и мн. др.), а също разработва услуги в собствената си компания по консултиране, изпитване, сертификация, инспектиране и маркировка на съоръжения.
През следващите години компанията разширява дейността си и еволюира от своите корени (електро- и пожаробезопасност) към решаване на по-широки въпроси на безопасността, такива като опасни вещества, качество на водата, безопасност на хранителните продукти, изпитване на производителността и екологичната устойчивост. Компанията има представителства в 104 страни, разполага с 95 лаборатории.